# Pseudochromis aurulentus
Pseudochromis aurulentus är en fiskart som beskrevs av Gill och Randall, 1998. Pseudochromis aurulentus ingår i släktet Pseudochromis och familjen Pseudochromidae. Inga underarter finns listade i Catalogue of Life.